# 8 Baza Lotnictwa Transportowego
8. Krakowska Baza Lotnictwa Transportowego im. płk. pil. Stanisława Jakuba Skarżyńskiego (8 BLTr), Jednostka Wojskowa 1155  – jednostka lotnicza szczebla taktycznego Sił Powietrznych.

## Charakterystyka
Baza powstała w lipcu 2010 na bazie rozformowanych 8 Bazy Lotniczej i 13 Eskadry Lotnictwa Transportowego, usytuowana jest w kompleksie lotniskowo-koszarowym Kraków-Balice i wchodzi w skład 3 Skrzydła Lotnictwa Transportowego.
Baza przeznaczona jest do zabezpieczenia i realizacji lotów wszystkich rodzajów sił zbrojnych oraz zabezpieczenia logistycznego 1 Regionalnego Ośrodka Dowodzenia i Naprowadzania i 3 Grupy Poszukiwawczo-Ratowniczej w czasie pokoju, kryzysu i wojny. Wspiera również sojusznicze siły wzmocnienia w okresie pokoju, kryzysu i wojny.
Od 1 stycznia 2013 roku 8 BLTr funkcjonuje jako wojskowy oddział gospodarczy, zaopatrując około 30 jednostek wojskowych, pododdziałów i instytucji.
Załogi C-295M przechodzą szkolenie w lotach w goglach noktowizyjnych, w różnych warunkach.
8 Baza Lotnictwa Transportowego w Krakowie-Balicach przeznaczona jest do zabezpieczenia i realizacji zadań transportu lotniczego na korzyść jednostek wojskowych Rodzajów Sił Zbrojnych Rzeczypospolitej Polskiej oraz dla Polskich Kontyngentów Wojskowych. Zabezpiecza logistycznie wskazane jednostki oraz sojusznicze siły wzmocnienia w ramach wsparcia państwa gospodarza w okresie pokoju, kryzysu i wojny. Zgodnie z planem przydziałów gospodarczych 8. BLTr zabezpiecza szereg jednostek i instytucji wojskowych.

## Dowódcy bazy
- płk mgr inż. pil. Mirosław Jemielniak – od lipca 2010 do 20 sierpnia 2010[4]
- płk dypl. pil. Jacek Łazarczyk od sierpnia 2010 roku do 12 maja 2014 roku[5]
- płk pil. Krzysztof Cur z dniem 12 maja 2014 roku do 10 czerwca 2016 roku[6]
- ppłk mgr inż. Marek Majocha – od czerwca do października 2016 roku[7]
- płk dr inż. pil. Krzysztof Szymaniec – od 10 października 2016 roku do 29 września 2017[8]
- cz. p.o. płk Grzegorz Kot – od 30 września 2017 do 29 października 2017[9]
- płk pil. mgr inż. Paweł Bigos – od 30 października 2017 do 12 sierpnia 2022[9]
- cz. p.o. płk Grzegorz Kot – od 13 sierpnia 2022[10] do 21 sierpnia 2022
- płk pil. Sławomir Byliniak – od 22 sierpnia 2022[11]

Insygnia 8 BLTr
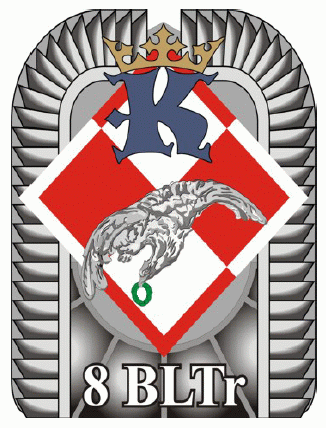
Odznaka pamiątkowa
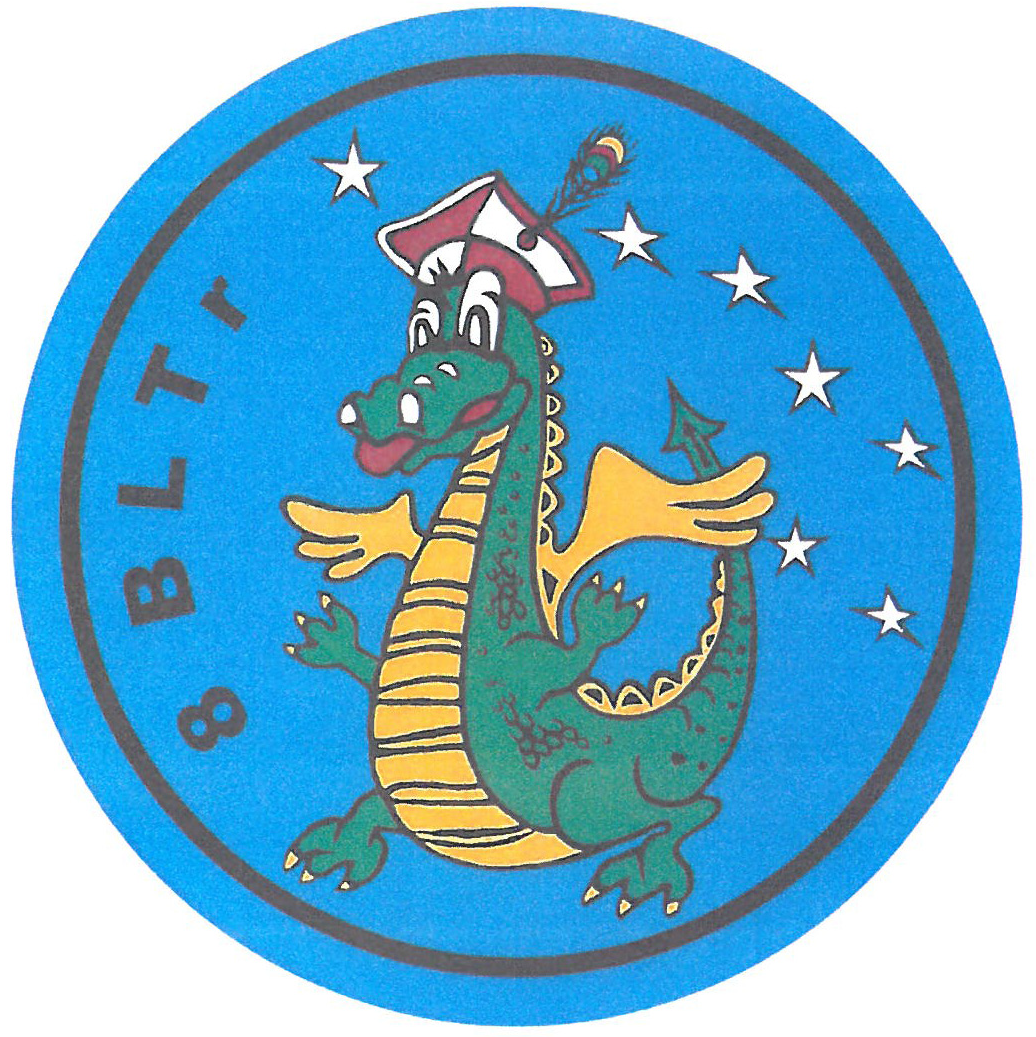
Oznaka rozpoznawcza
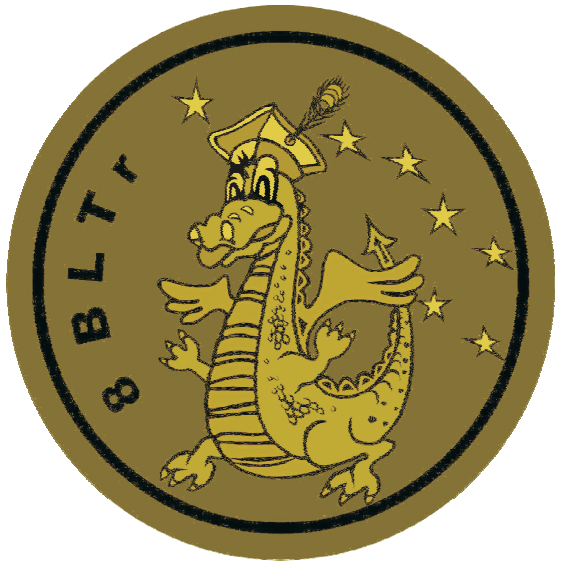
Oznaka rozpoznawcza na mundur polowy (od 2017)

## Wyróżnienia
- Lex et Patria 2013 – wyróżnienie przyznawane przez Żandarmerię Wojskową[12]